# Píšťany
Píšťany (deutsch Pistian) ist eine Gemeinde in Tschechien. Sie liegt gegenüber von Lovosice an der Elbe und gehört zum Okres Litoměřice.

## Geographie
Das Dorf befindet sich in einer Schleife der Elbe am rechten Ufer zwischen dem Fluss und dem Baggersee Žernosecké jezero. An der gegenüberliegenden Elbseite mündet die Modla. Der tief im Flusstal gelegene Ort wird im Nordosten vom Radobýl, im Norden von der Trešnovka (261 m) und im Osten vom Lovoš überragt. Erreichbar ist Píšťany ausschließlich über eine Straße von Žalhostice.
Nachbarorte sind Velké Žernoseky im Norden, Žalhostice im Osten, Lovosice im Südwesten, Lhotka nad Labem im Westen sowie Malé Žernoseky im Nordwesten.

## Geschichte
Erstmals urkundlich erwähnt wurde Píšťany im Jahre 1057 im Zuge der Gründung des Kollegiatstiftes St. Stefan in Litoměřice durch Herzog Spytihněv II. Seit dem 13. Jahrhundert gehörte der größte Teil des Ortes Leitmeritzer Patrizierfamilien, wobei auch das Domkapitel einen Anteil besaß.
Im 15. Jahrhundert bestand im Elbtal die Feste Píšťany, die Wilhelm von Ronow 1432 an Zawisch von Klingstein vermachte. Nach mehreren Besitzerwechseln kaufte 1543 die Stadt Leitmeritz Ort und Feste auf. Nach der Teilnahme am antihabsburgischen Aufstand verlor die Stadt 1547 diesen Besitz wieder und bis 1558 war Ulrich Dubanský von Duban Herr von Píšťany. Nach dem Rückkauf durch die Stadt blieb Píšťany bis zur Ablösung der Patrimonialherrschaften im Jahre 1850 städtischer Besitz von Leitmeritz.
Während des Dreißigjährigen Krieges wurde die Feste zerstört und verschwand völlig, so dass ihre Lage heute nicht mehr bekannt ist. Bis zum Ende des 18. Jahrhunderts lebten im Ort mit etwa 130 Einwohnern ausschließlich Tschechen. Nachfolgend setzte auch hier eine Germanisierung ein und bis 1900 wuchs die Zahl der Bewohner auf 200 an, von denen drei Viertel Deutsche waren. Zu dieser Zeit bestand Pistian aus 40 Häusern. Die Bewohner lebten vom Ackerbau oder der Arbeit in den Fabriken von Lobositz, wohin eine Fähre führte. 1875 entstand die von einem Park umgebene Neorenaissance-Villa „Rote Lisa“, zu deren Besitzern der Aussiger Seifenfabrikant Johann Schicht gehörte. Am 27. Januar 1911 wurde die bei Pistian gestandene und seit der Mitte des 17. Jahrhunderts betriebene letzte Schiffmühle auf der Elbe abgetragen.
Seit den 1970er Jahren erfolgte am Gleithang des Elbknies Kiesabbau, durch den nördlich von Píšťany ein großer Baggersee mit vier Inseln entstand. Der Žernosecké jezero ist seit 1990 im Gemeindebesitz und wird als Fischereigewässer und Badesee genutzt. Durch die Lage im Elbtal war Píšťany mehrfach von Überflutungen betroffen und wurde zuletzt im August 2002 vollständig überflutet. Ein Jahr nach der Flut besuchte der Präsident Václav Klaus den Ort, inzwischen wurden alle Hochwasserschäden beseitigt.

## Ortsgliederung
Für die Gemeinde Píšťany sind keine Ortsteile ausgewiesen.

## Sehenswürdigkeiten
- Žernosecké jezero